# Vegas del Condado
Vegas del Condado – gmina w Hiszpanii, w prowincji León, w Kastylii i León, o powierzchni 122,9 km². W 2011 roku gmina liczyła 1195 mieszkańców.